# Bermuda ai Giochi della XV Olimpiade
Bermuda ha partecipato ai Giochi della XV Olimpiade, svoltisi ad Helsinki, dal 19 luglio al 3 agosto 1952, con una delegazione di 6 atleti, di cui 2 donne, impegnati in 3 discipline, senza aggiudicarsi medaglie.